# 포커스 스태킹

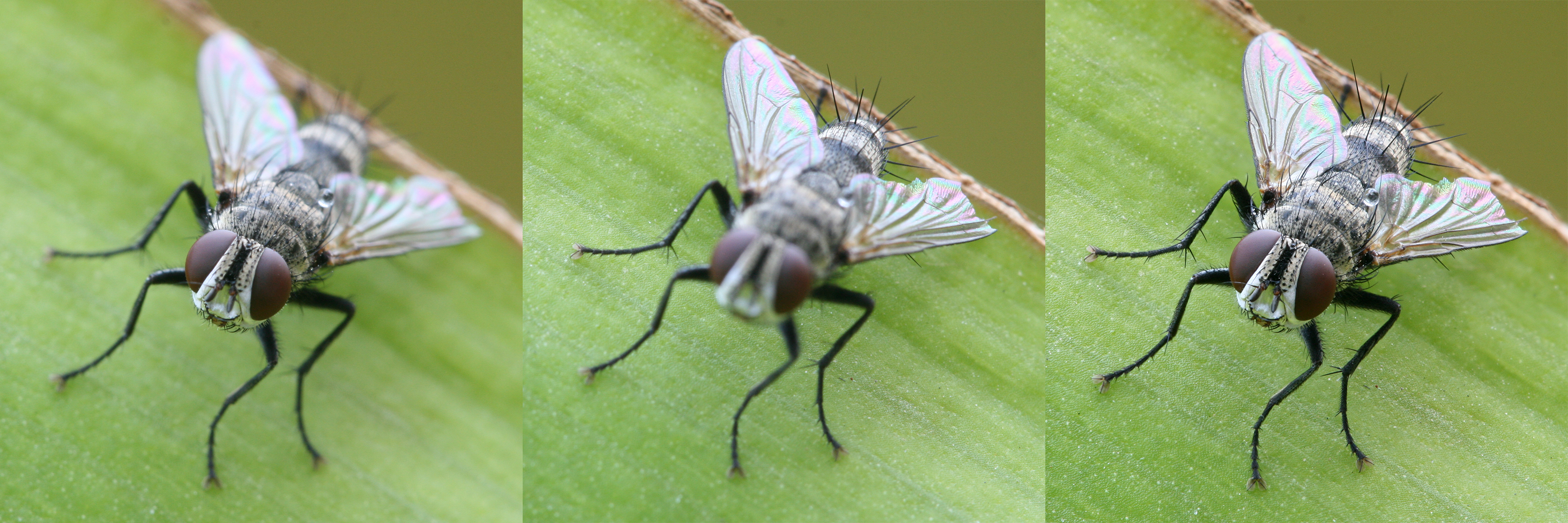

포커스 스태킹(focus stacking) 또는 z-스태킹(z-stacking)은 서로 다른 초점 (광학) 거리에서 촬영한 여러 이미지를 결합하여 개별 소스 이미지의 다른 초점 거리보다 더 깊은 피사계 심도(DOF)를 가진 결과 이미지를 제공하는 디지털 화상 처리 기술이다. 포커스 스태킹은 개별 이미지의 피사계 심도가 매우 얕은 모든 상황에서 사용할 수 있다. 근접촬영술과 광학 현미경이 두 가지 전형적인 예이다. 포커스 스태킹은 풍경사진에도 유용할 수 있다.
포커스 스태킹은 유연성을 제공한다. 이는 계산 기술이기 때문에 후처리에서 여러 가지 피사계 심도의 이미지를 생성하고 최고의 예술적 장점이나 과학적 명확성을 비교할 수 있다. 또한 포커스 스태킹을 사용하면 일반 이미징 장비로는 물리적으로 불가능한 이미지 생성이 가능하다. 비평면 초점 영역이 있는 이미지를 생성할 수 있다. 심도가 증가되거나 유연한 이미지를 생성하는 대체 기술로는 워터프론트 코딩, 라이트 필드 카메라 및 틸트(tilt)가 있다.

## 같이 보기
- 딥 포커스
- 높은 동적 범위
- 스펙클 이미징